# Stazione di Torino Grosseto
La stazione di Torino Grosseto è una fermata ferroviaria sotterranea della ferrovia Torino-Ceres situata in Corso Grosseto, a Torino. È gestita da Rete Ferroviaria Italiana (RFI).
Si trova nel tratto ferroviario sotterraneo che connette la storica linea Torino-Ceres con il passante ferroviario di Torino, attivato a fine 2023.

## Storia
La fermata sostituisce la stazione di Madonna di Campagna, collocata nelle immediate vicinanze. 
L'apertura, già prevista per il 9 dicembre 2023, è poi stata calendarizzata per il 20 gennaio 2024.

## Strutture e impianti
La stazione è costituita da due livelli interrati: il livello banchine e il sottopasso. Il livello stradale e i due livelli interrati sono collegati attraverso scale fisse, scale mobili e ascensori.
La pavimentazione è rivestita in pietra di Luserna naturale con finitura fiammata, in gres porcellanato e basalto. Lungo la linea di accesso ai treni è presente una fascia in pietra di basalto nera, di larghezza 40 cm, con simbologia per ipovedenti e una striscia di sicurezza.
I rivestimenti di parete presentano elementi modulari a lastre in grès porcellanato di colore grigio o in vetro temperato di colore blu. Le lastre sono montate su una sottostruttura metallica.

## Movimento
La fermata è servita da treni regionali in servizio sulle linee SFM 4 e SFM 7 del Servizio ferroviario metropolitano di Torino, operati da Trenitalia nell'ambito del contratto di servizio stipulato con la Regione Piemonte.
I treni verso Torino/Fossano/Alba fermano al binario 1, mentre i treni verso Cirié/Torino Aeroporto fermano al binario 2.

## Interscambi
La fermata è servita dalle linee autobus urbane e, nelle immediate vicinanze, dalla linea tranviaria 9. Il servizio di trasporto urbano è gestito dal Gruppo Torinese Trasporti (GTT).

### Esplicative
1. ↑  Denominazione ufficiale, come riportato nel fascicolo linea di RFI; la cartellonistica di stazione riporta tuttavia la denominazione di Torino Corso Grosseto.

### Bibliografiche
1. ↑   Torino-Ceres, a fine 2023 riapre la linea ferroviaria. La Regione: "Era un obiettivo strategico", su torinotoday.it.
2. ↑   Dal 20 gennaio operativa la Torino-Ceres: ogni mezz'ora un treno diretto da Porta Susa a Caselle, su piazzapinerolese.it.
3. ↑   La nuova Stazione Grosseto integrata alla rete GTT, su connessionenordovest.it.